# Pánfilo Natera

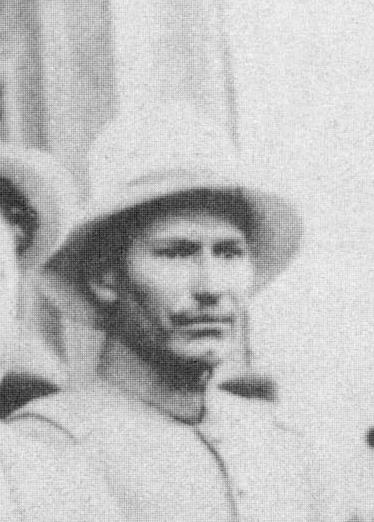
Pánfilo Natera (ca. 1915)

Pánfilo Natera García foi um militar mexicano que participou na Revolução Mexicana. Foi também governador do Estado de Zacatecas.

## Madero
Nasceu no Rancho La Noria, Nieves, Zacatecas, em 12 de julho de 1882. Era filho de Francisco Natera e Nestora García. As condições económicas da sua família impediram-no de ir à escola. Em 1910, sendo um camponês de escassa preparação, uniu-se ao movimento maderista com o objectivo de conseguir a repartição das terras e derrubar Porfirio Díaz. Incorporado nas forças do general Luis Moya, fez a sua campanha no estado de Zacatecas; participou na tomada de Nieves, nos combates de San Juan de Guadalupe, Tlaltenango, Jalpa, Zacatecas, Morelos, Fresnillo e Sombrerete. Depois da morte de Luis Moya lutou ao lado das forças de Manuel Caloca Castañeda; em maio de 1911, uma vez assinados os Tratados de Ciudad Juárez, entraram em Sombrerete para combater. Em finais de esse ano foi nomeado seguindo cabo do 26º Corpo Rural maderista.

## Rebelião de Orozco
Em 1912 defendeu o governo maderista contra os rebeldes de Pascual Orozco. Sob as ordens do general Cándido Aguilar participou no ataque a Huejuquilla, Jalisco defendida pelos generais orozquistas Benjamín Argumedo e “Cheche” Campos. Em 1913 encontrava-se destacado em Nieves, Zacatecas, no momento do assassínio de Francisco I. Madero.

## Constitucionalismo
Levantou-se em armas à frente de uma tropa composta por setenta dos seus homens. Fez campanha em Zacatecas, Aguascalientes, Jalisco e Durango, obtendo o grau de brigadeiro em, agosto de 1913 comandando a Divisão do Centro constitucionalista; participou na tomada de Torreón, com Francisco Villa, e perfilou-se como chefe de primeira linha na vitória na Tomada de Zacatecas, na qual ao lado dos irmaos Arrieta e com posterior apoio de Francisco Villa, logrou derrotar os huertistas comandados por Luis Medina Barrón. Inicialmente, Venustiano Carranza havia encarregado Natera da tomada de Zacatecas, mas sem o apoio de Francisco Villa houvera fracassado. Natera foi nomeado comandante militar e governador provisório de Zacatecas. Foi nessa qualidade que assistiu à Convenção de Aguascalientes, e perante a cisão revolucionária aliou-se, por pouco tempo, à forças convencionistas. Presidiu à convenção na Cidade do México; após a sua transferência para para Aguascalientes ficou responsável pela ordem daquela cidade. Em 2 de agosto de 1915 renunciou como governador e desconheceu Francisco Villa. Em março de 1916 foi detido em Querétaro e levado para a Cidade do México.

## Exército Mexicano
Não tendo sido possível provar os delitos de que estava acusado, foi libertado três meses depois, reingressando no exército mas ficou na reserva até 1923. Nesse ano organizou em Zacatecas o 83º Regimento de Cavalaria, com o qual defendeu o governo de Obregón dos rebeldes delahuertistas. Em 1925 foi nomeado Chefe das Comissões Inspectoras do Exército; mais tarde foi presidente suplente do 2º Conselho de Guerra e comandante militar de Guerrero e Zacatecas. EM 1937 foi promovido a general de divisão. Foi governador de Zacatecas entre 1940 e 1944, onde se destacou pela sua política agrária. Retirado da vida pública, faleceu em San Miguel de Allende, Guanajuato, em 28 de dezembro de 1951.
- Este artigo foi inicialmente traduzido, total ou parcialmente, do artigo da Wikipédia em castelhano cujo título é «Pánfilo Natera», especificamente desta versão.